# جوایز جم
جوایز جم (انگلیسی: GEM Awards) یک مجمع بین المللی بازی های کامپیوتری می باشد که در شهر سویا اسپانیا برگزار می شود که در آن در پانزده دسته مختلف به بازی های کامپیوتری در سال جایزه داده می شود.